# Prägraten am Großvenediger
Prägraten am Großvenediger är en kommun i distriktet Lienz i förbundslandet Tyrolen i Österrike. Kommunen gränsar i nordväst mot Italien. 
Kommunen består av fem orter (Ortschaften) (inom parentes invånarantal 1 januari 2024):
- Bichl (60)
- Bobojach (94)
- Hinterbichl (123)
- St. Andrä (601)
- Wallhorn (257)